# Simon Kühne
Simon Kühne (* 30. April 1994) ist ein liechtensteinisch-österreichischer Fussballspieler.

## Karriere

### Verein
Kühne begann seine Karriere beim SK Meiningen. 2007 wechselte er zum FC Blau-Weiß Feldkirch, über den er ein Jahr später in die AKA Vorarlberg kam. Zur Saison 2012/13 wechselte er zum Zweitligisten SC Austria Lustenau. Sein Debüt in der 2. Liga gab er im Juli 2012, als er am ersten Spieltag jener Saison gegen die Kapfenberger SV in der 86. Minute für Patrick Salomon eingewechselt wurde. Im Januar 2014 wurde er in die Schweiz an die drittklassige Zweitmannschaft des FC St. Gallen ausgeliehen. Im Sommer 2014 wechselte er zum Viertligisten USV Eschen-Mauren. Nach einem halben Jahr in Liechtenstein kehrte Kühne im Februar zu St. Gallen zurück. Zur Saison 2016/17 kehrte er nach Eschen-Mauren zurück. Nach sechs Jahren in Liechtenstein wechselte er zurück zu seinem Heimatverein SK Meiningen.

### Nationalmannschaft
Kühne spielte 2013 erstmals für die liechtensteinische U-21-Nationalmannschaft. 2014 wurde er schliesslich auch erstmals in das Kader der A-Nationalmannschaft berufen. Sein Debüt gab er im Mai 2014 bei einer 1:5-Testspielniederlage gegen Belarus.